# نیکول میچل
نیکول میچل (انگلیسی: Nikole Mitchell؛ زادهٔ ۵ ژوئن ۱۹۷۴) ورزشکار دو و میدانی اهل جامائیکا است.